# Agriphila biothanatalis
Agriphila biothanatalis là một loài bướm đêm trong họ Crambidae.